# Wayne Weening
Wayne Dirk Weening (Geelong, 15 maart 1965), is een Australische dartspeler. Hij speelde voor de BDO en nu voor de PDC.
Weening speelde zeven keer mee op de BDO World Darts Championship. In 1993 haalde hij zijn beste resultaat door de kwartfinale te halen. In de eerste ronde versloeg hij Rod Harrington. In de tweede ronde versloeg hij Albert Anstey. In de kwartfinale verloor hij van Alan Warriner-Little. Hij speelde ook drie keer op de World Masters. Hij verloor drie keer in de eerste ronde. In 1989 won hij de Australian Masters. Hij herhaalde die prestatie in 1999. in 1991 won hij de Dortmund Open en in 1995 de Swedish Open. In 1989 won hij zilver met het Australië op de WDF World Cup. In 1991 won hij goud op de WDF World Cup Pairs samen met Keith Sullivan.

## Resultaten op Wereldkampioenschappen

### BDO
- 1989: Laatste 16 (tegen Bob Anderson 1-3)
- 1990: Laatste 32 (tegen Steve Gittins 0-3)
- 1992: Laatste 32 (tegen Mike Gregory 1-3)
- 1993: Kwartfinale (tegen Alan Warriner-Little 1-4)
- 1994: Laatste 32 (tegen Magnus Caris 2-3)
- 1996: Laatste 32 (tegen Richie Burnett 0-3)
- 1998: Laatste 32 (tegen Ted Hankey 0-3)

### WDF

#### World Cup
- 1989: Voorronde (verloren van Jerry Umberger met 1-4)
- 1991: Laatste 16 (verloren van Alan Warriner-Little met 0-4)
- 1993: Laatste 128 (verloren van Ravi Sandiran)
- 1995: Kwartfinale (verloren van Martin Adams met 3-4)
- 1997: Laatste 32 (verloren van Marshall James met 1-4)
- 1999: Laatste 16 (verloren van Ronnie Baxter met 3-4)